# Acer bernardinum
Acer bernardinum é uma espécie de árvore do gênero Acer, pertencente à família Aceraceae.